# Transports de la région d’Helsinki

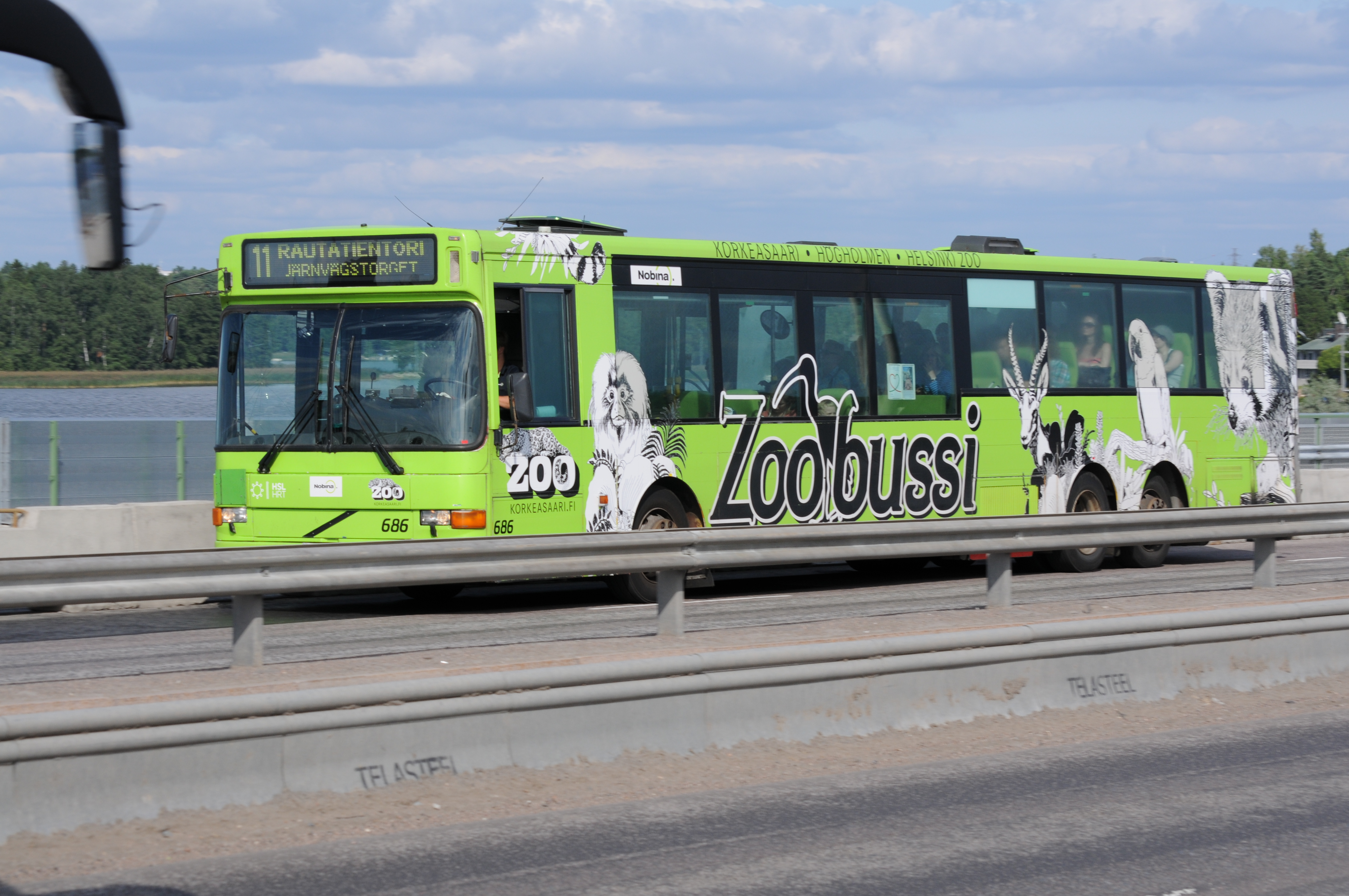
Bus à Helsinki.

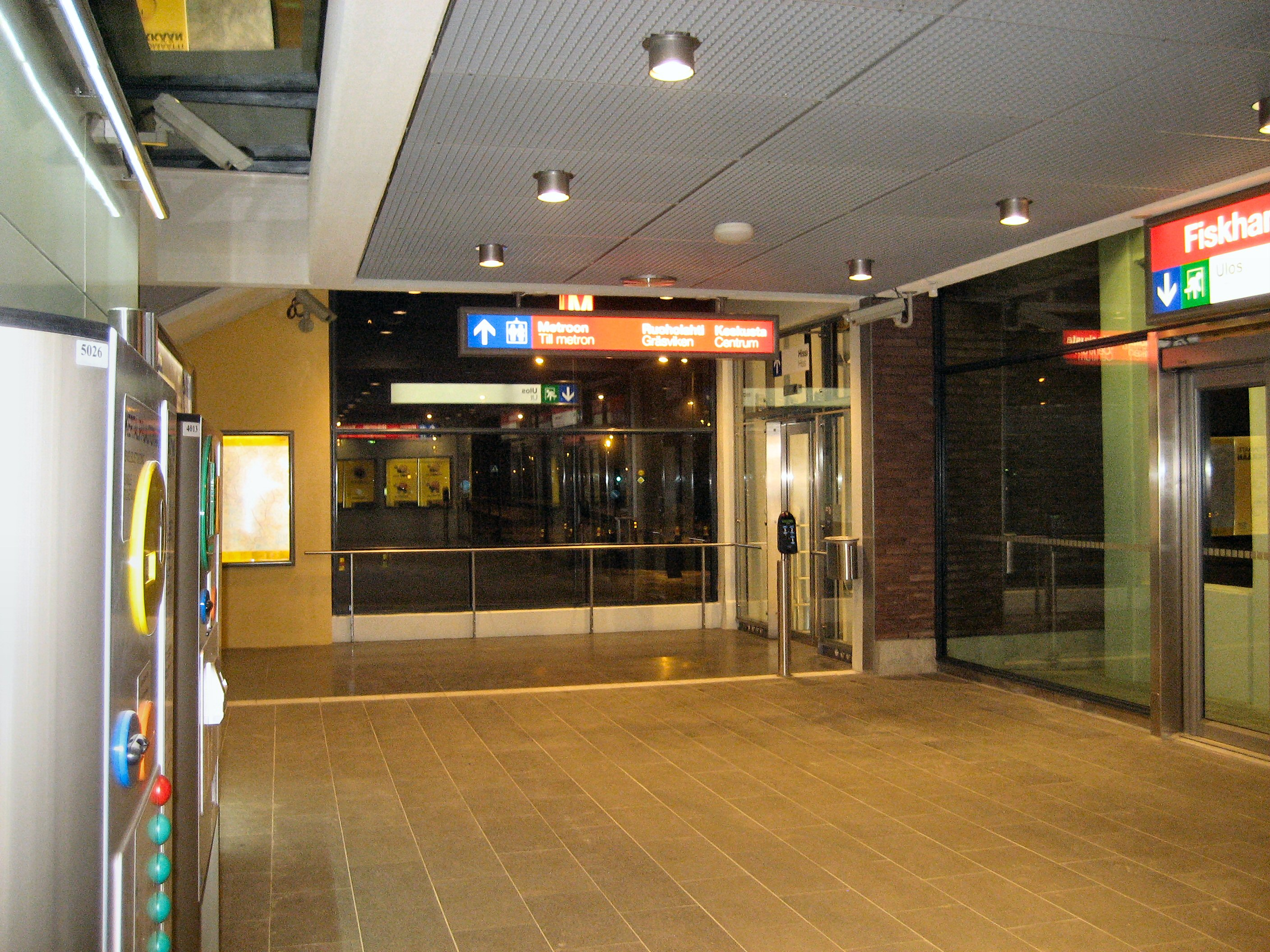
Entrée de la station de métro Kalasatama.

Les Transports de la région d’Helsinki (en finnois : Helsingin Seudun Liikenne ou HSL), en suédois : Samkommunen Helsingforsregionens trafik, HRT) est une société qui a pris ses fonctions le 1er janvier 2010 pour gérer les transports de la région d'Helsinki  en Finlande.

## Missions
Les activités de la HSL sont définies par la loi sur les transports en commun du 3 décembre 2009.
HSL gère les transports d’une région où habitent environ 1,1 million d'habitants.
Selon la loi, HSL conçoit et organise les transports en commun du Grand Helsinki. 
HSL a reçu ses missions dans le domaine des transports du  Conseil de la zone métropolitaine d'Helsinki (en finnois : Pääkaupunkiseudun yhteistyövaltuuskunta (YTV)) et les activités de l'Établissement des transports de la ville d'Helsinki (HKL).
HSL doit gérer les services de transport en bus, en tramway, en métro , en traversier et en train de banlieue. Elle gérait aussi le système Kutsuplus de mini-bus à la demande. 
HSL doit gérer la communication, les informations aux voyageurs, la vente des titres de transport et le contrôle de leur paiement.

## Municipalités membres du groupement
Le groupement intercommunal est fondé le 17 juin 2009.
Au début, les municipalités participantes sont: Helsinki, Espoo, Vantaa, Kerava, Kauniainen et Kirkkonummi.
Les autres municipalités du grand Helsinki : Järvenpää, Nurmijärvi, Tuusula, Mäntsälä, Pornainen, Hyvinkää, Vihti et Sipoo pourront rejoindre le consortium par la suite.
Le grand Helsinki regroupe 1,3 million d'habitants dans 14 municipalités et cette population devrait atteindre 1,5 million en 2030.

## Modes de transport

### Bateau

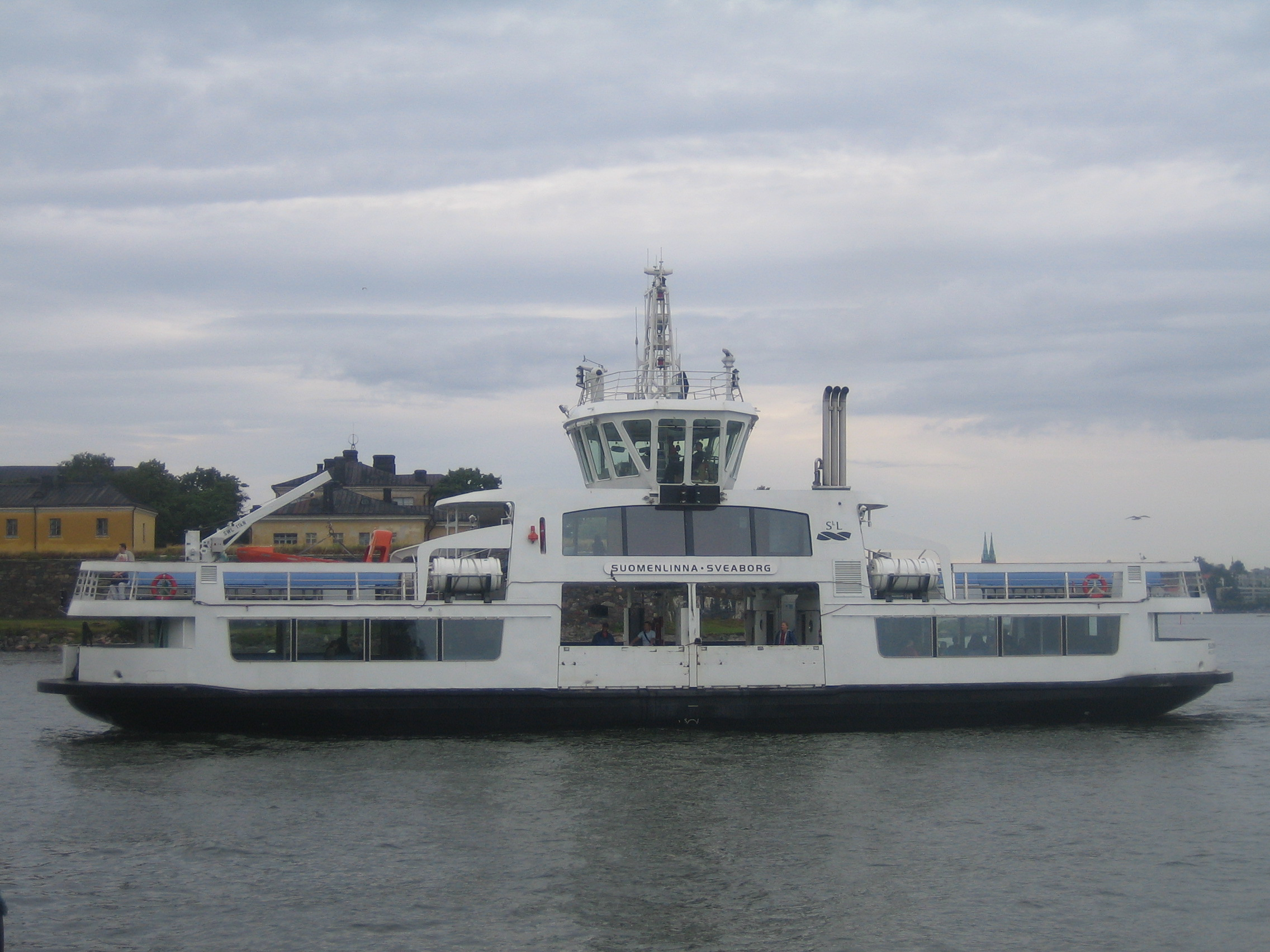
M/S Suomenlinna II

Helsinki gère deux lignes exploitées par Suomenlinnan Liikenne Oy:
- Une ligne relie la place du Marché d'Helsinki à Suomenlinna.
- L'autre ligne relie Katajanokka à Korkeasaari.

### Métro

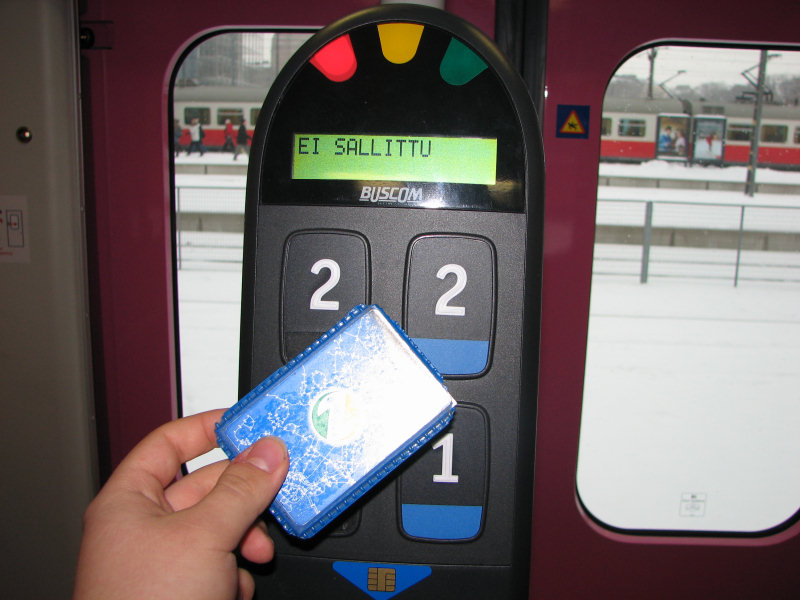
Lecteur de carte de transport.

### Bus

#### Opérateurs
Les services de transport par bus sont délégués à plusieurs opérateurs.
En février 2017, les sociétés suivantes ont une délégation de service :
- Nobina Oy
- Pohjolan Liikenne
- Helsingin Bussiliikenne
- Transdev
- Savonlinja
- Tammelundin Liikenne
- Åbergin Linja
- Korsisaari

## Tarification

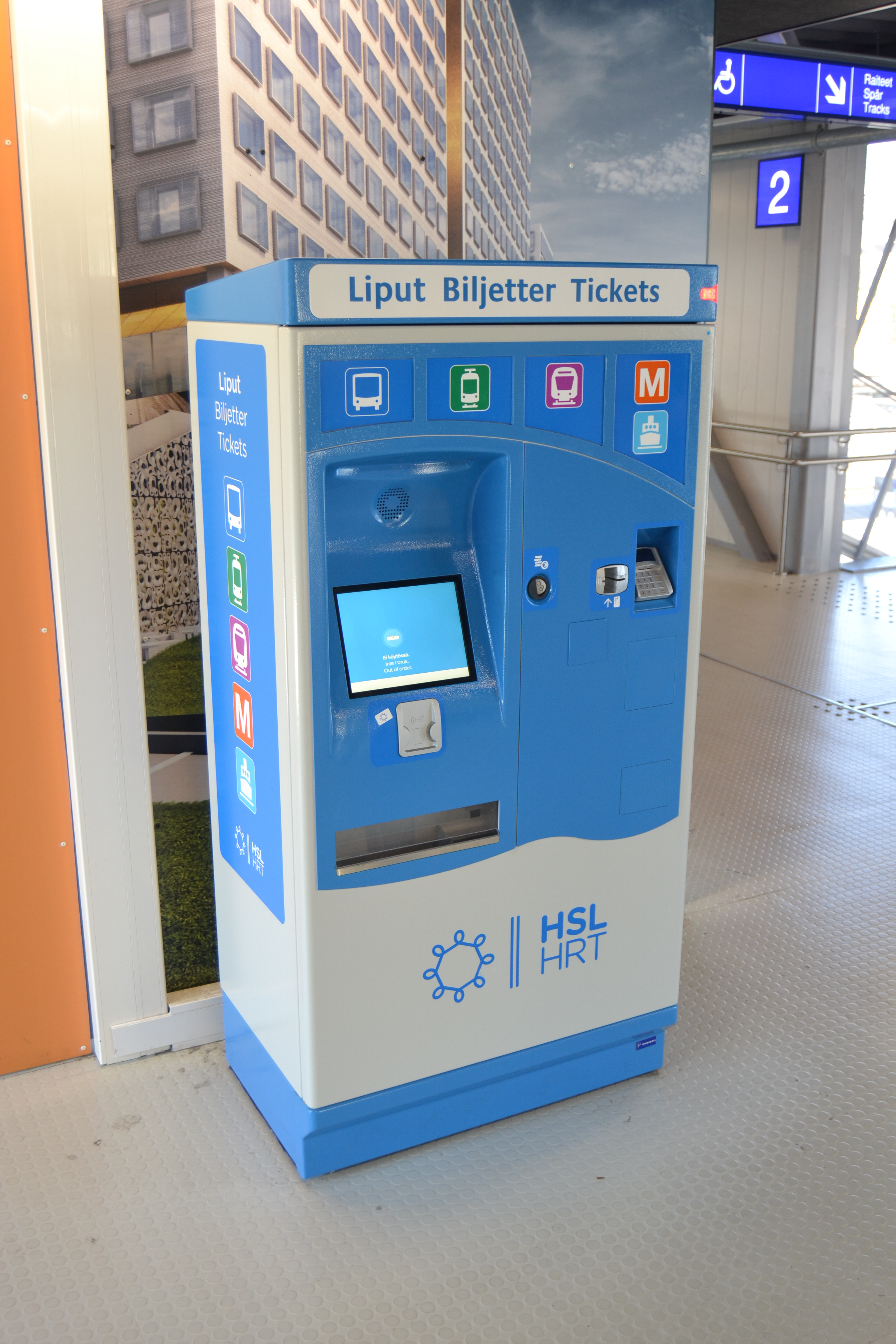
Distributeur de tickets à Pasila.

HSL est divisée en quatre zones 

A-

D, autour du centre d'Helsinki. 
Un ticket est acheté pour 2 à 4 zones adjacentes à la zone courante a l'exception de la zone D, dont le billet peut également être acheté pour la zone D elle même. 
Il existe des billets à trajet unique, des billets à la journée et des abonnements, qui peuvent être achetés avec une carte de voyage, une application mobile ou depuis un distributeur de billets. 
Les détenteurs d'abonnements peuvent également acheter un billet complémentaire, qui est un billet de trajet unique vendu à un prix réduit. Dans les bus, un ticket unique ou valable 24 heures peut également être acheté au chauffeur.

### Zones
| Zone tarifaire | Zones                                                                         | Tickets        |
| -------------- | ----------------------------------------------------------------------------- | -------------- |
| A              | Centre-ville d'Helsinki jusqu'à Lauttasaari, Etelä-Haaga, Käpylä ou Kulosaari | AB ABC ABCD    |
| B              | Helsinki (quartiers limitrophes) Espoo (est) Vantaa (sud) Kauniainen          | AB ABC BC ABCD |
| C              | Helsinki (Östersundom) Espoo (ouest) Vantaa (nord)                            | ABC BC CD ABCD |
| D              | Kerava, Kirkkonummi, Siuntio, Sipoo, Tuusula, Järvenpää                       | ABCD BCD CD D  |